# Сентачан
Сентачан (рос. Сентачан) — село Верхоянського улусу, Республіки Саха Росії. Входить до складу Міського поселення Батагай.
Населення — 3 особи (2015 рік).
Село розташоване за 282 кілометри від адміністративного центру улусу — міста Верхоянська.